# Deilephila flavocincta
Deilephila flavocincta är en fjärilsart som beskrevs av Wize. 1917. Deilephila flavocincta ingår i släktet Deilephila och familjen svärmare. Inga underarter finns listade i Catalogue of Life.